# Benjamin Krause
Benjamin Levent Krause (* 30. November 1986 in München) ist ein deutscher Schauspieler und Synchronsprecher.

## Leben

### Synchronisation
Bereits im Alter von sechs Jahren stand Benjamin Krause regelmäßig im Synchronstudio. In seiner ersten großen Rolle sprach er die Figur des Charlie in Santa Clause – Eine schöne Bescherung unter der Regie von Pierre Peters-Arnolds, für den er dann eine Reihe anderer Rollen synchronisierte – unter anderem die Figur des Peter Shepherd in dem Film Jumanji. Neben zahlreichen weiteren Kino- und TV-Filmen wie 3 Ninja Kids, Bergkristall – Verirrt im Schnee oder Die wundervolle Freundschaft mit Mrs. Appletree synchronisierte er während seiner Kindheit auch regelmäßig Serien: So ist er zum Beispiel in Hey Dad! oder den Kinderserien Die kleinen Strolche und Die Abenteuer des Paddington Bär zu hören. Bis 2007 arbeitete er immer wieder als Synchronsprecher in München.

### Theater
2008 begann Benjamin Krause seine Schauspielausbildung an der Schauspielschule Charlottenburg in Berlin, die er 2011 erfolgreich abschloss. Bereits während des Studiums trat er im Rahmen verschiedenster Theaterprojekte auf. Unmittelbar nach Abschluss seiner Ausbildung wurde er in der ZAV-Künstlervermittlung aufgenommen, die ihn sofort ans Theater der Jugend in Wien vermittelte. Dort debütierte er unter der Regie von Thomas Birkmeir in der Rolle des Kai in Die Schneekönigin. Anschließend spielte er unter der Regie von Henry Mason den Mowgli in Das Dschungelbuch sowie den jungen Helden Atreju in Die unendliche Geschichte. Ferner arbeitete Benjamin Krause mit Frank Panhans, unter dessen Regie er den Hannes in Die Vorstadtkrokodile und die Rolle des Salim in London Eye Mystery verkörperte.